# Ed Westwick
Edward Jack Peter „Ed” Westwick (ur. 27 czerwca 1987 w Hammersmith) – brytyjski aktor i muzyk, powszechnie znany głównie z roli Chucka Bassa w serialu telewizyjnym Plotkara, za którą dwukrotnie otrzymał Teen Choice Awards. Ponadto, ma na swoim koncie role w takich produkcjach, jak m.in.: Ludzkie dzieci, Domowe piekło, S. Darko oraz J. Edgar.

## Życiorys

### Wczesne życie
Urodził się w Hammersmith, w hrabstwie Hertfordshire, jako trzeci syn Carole (z domu Blenkiron), która była psychologiem, i profesora uniwersyteckiego Petera Westwicka. Dorastał w Stevenage w hrabstwie Hertfordshire, gdzie ukończył Barclay School i uczęszczał do North Herts College. Uczył się aktorstwa w londyńskim National Youth Theatre.

### Kariera aktorska

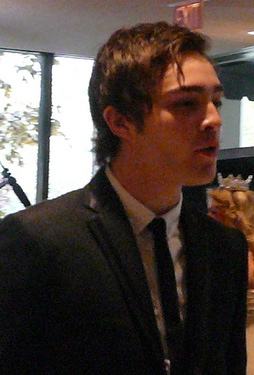
Westwick podczas kolacji Stowarzyszenia Korespondentów Białego Domu w 2008 roku

Działalność aktorska Westwicka rozpoczęła się wraz z rolami w brytyjskich serialach telewizyjnych: Doktorzy, Na sygnale oraz Afterlife.
W 2007 nastąpił przełom w jego dotychczasowej karierze; otrzymał bowiem angaż do roli Chucka Bassa w serialu emitowanym na antenie The CW, Plotkara. Po sukcesie, jaki odniosła produkcja, Ed uznany został przez „People” za jednego z najseksowniejszych mężczyzn świata 2008 roku, wraz z obsadą Plotkary uwzględniono go w zestawieniu 100 najpiękniejszych ludzi świata według tej samej publikacji, zaś magazyn „GQ” uznał go za największe odkrycie 2010 roku.
„Entertainment Weekly” wyróżnił kreację Westwicka w Plotkarze jako najlepszą rolę roku 2008 (na równi z postacią graną przez Leighton Meester, Blair Waldorf), zaś samego Chucka Bassa jako najlepiej ubranego bohatera roku (na równi z postacią graną przez Leighton Meester, Blair Waldorf).
W 2008 zagrał w horrorze Domowe piekło, a także został nową twarzą marki K-Swiss. Z kolei w 2009 wystąpił w sequelu obrazu Donnie Darko, S. Darko, oraz gościnnie pojawił się w serialu Californication.
W 2009 zwyciężył w plebiscycie „Kto jest najpiękniejszy?” (¿Quien es mas lindo?), ogłoszonym przez hiszpański portal 20minutos.es.
W 2011 premierę miał najważniejszy film w dotychczasowej karierze Westwicka – J. Edgar, czyli biopic w reżyserii Clinta Eastwooda, w którym Ed partnerował na ekranie Leonardo DiCaprio, Naomi Watts i Judi Dench.

## Życie prywatne
Spotykał się z Alison Mosshart (w sierpniu 2008) i Drew Barrymore (we wrześniu 2008). Pod koniec 2008 związał się z aktorką Jessiką Szohr, którą poznał na planie serialu Plotkara. Para rozstała się w maju 2010, jednakże już po kilku miesiącach Jessica i Ed wrócili do siebie. Był też związany z modelką Phoebe Tonkin (w styczniu 2011), Brittany (2012) i Jessicą Serfaty (w maju 2017).
Był w przeszłości frontmanem indierockowej grupy The Filthy Youth.
Jako że pozostał nieaktywnym członkiem zespołu (ze względu na chęć rozwoju kariery aktorskiej oraz fakt, że pozostali członkowie The Filthy Youth na stałe mieszkają w Wielkiej Brytanii), Ed wyraził zainteresowanie stworzeniem nowej formacji muzycznej w Nowym Jorku.
Westwick jest prywatnie fanem drużyny piłkarskiej Chelsea F.C.

## Filmografia
| Rok  | Film kinowy         | Rola            | Notki | Rok        | Film tv         | Role gościnne i główne | Notki                                              |
| ---- | ------------------- | --------------- | ----- | ---------- | --------------- | ---------------------- | -------------------------------------------------- |
| 2004 | Goodbye K’Life      | Nino Salithers  |       | 2006       | Doktorzy        | Holden Edwards         | seria 7., odc. 154.: „Young Mothers Do Have 'Em”   |
| 2006 | Ludzkie dzieci      | Alex            |       | 2006       | Na sygnale      | Johnny Cullin          | seria 20., odcinek 29.: „Family Matters”           |
| 2006 | Rozstania i powroty | Zoran           |       | 2006       | Afterlife       | Darren                 | seria 2., odcinek 1.: „Roadside Bouquets”          |
| 2007 | Syn Rambow          | Lawrence Carter |       | 2007– 2012 | Plotkara        | Chuck Bass             | główna rola                                        |
| 2008 | Domowe piekło       | Joey            |       | 2009       | Californication | Chris „Balt” Smith     | seria 3., odcinek 2.: „The Land of Rape and Honey” |
| 2009 | S. Darko            | Randy Jackson   |       |            |                 |                        |                                                    |
| 2011 | Na desce            | Jonny           |       |            |                 |                        |                                                    |
| 2011 | J. Edgar            | Agent Smith     |       |            |                 |                        |                                                    |
| 2013 | Romeo i Julia       | Tybalt          |       |            |                 |                        |                                                    |
| 2020 | Enemy lines         | major Kaminiski |       |            |                 |                        |                                                    |
| 2023 | Koszmarna głębia    |                 |       |            |                 |                        |                                                    |

## Nagrody i nominacje
| Rok  | Nagroda                | Kategoria                            | Przedmiot nominacji | Rezultat  |
| ---- | ---------------------- | ------------------------------------ | ------------------- | --------- |
| 2008 | Teen Choice Awards     | Ulubiony „czarny charakter”          | Plotkara            | Wygrana   |
| 2008 | Teen Choice Awards     | Najlepszy debiut                     | Plotkara            | Nominacja |
| 2009 | Teen Choice Awards     | Ulubiony „czarny charakter”          | Plotkara            | Wygrana   |
| 2009 | Young Hollywood Awards | Najlepszy debiut                     |                     | Wygrana   |
| 2009 | Young Hollywood Awards | Najlepsza rola debiutanta            | Plotkara            | Wygrana   |
| 2010 | Teen Choice Awards     | Ulubiony „czarny charakter”          | Plotkara            | Nominacja |
| 2011 | Teen Choice Awards     | Ulubiony „czarny charakter”          | Plotkara            | Nominacja |
| 2012 | Teen Choice Awards     | Ulubiony aktor w serialu obyczajowym | Plotkara            | Nominacja |